# Die Möbius-Raumzeit
Die Möbius-Raumzeit (chinesisch 莫比烏斯空間 / 莫比乌斯空间, Pinyin Mòbǐwūsī kōngjiān) ist eine Science-Fiction-Kurzgeschichte der chinesischen Schriftstellerin Gu Shi, zuerst veröffentlicht im Juni 2016. Eine deutsche Übersetzung von Karin Betz erschien am 14. September 2020 in der Anthologie Quantenträume, herausgegeben vom Heyne Verlag.

## Handlung
Der Protagonist, seine Freundin Lin Ke und ihr mysteriöser Anhalter „X“ aus Stamsund brechen vom norwegischen Ort Å aus auf, wobei der Protagonist eine Kurve zu scharf nimmt und das Auto ins Meer stürzt. Der Protagonist wacht im Krankenhaus auf und ist querschnittsgelähmt. X vergleicht das Leben daraufhin mit einem Tesafilm, welcher sich nach und nach abrollt, wobei die meisten Menschen nie die klebrige Seite kennenlernen. Für den Protagonisten wäre der Tesafilm aber verdreht wie ein Möbiusband und nun beginne der klebrige Teil. Der Protagonist bekommt das Angebot, einen „Ersatzkörper“ (Android überzogen mit geklonter Haut) zu bekommen und durch einen Chip im Gehirn fernzusteuern. X vergleicht dies mit einer Kleinschen Flasche (ein Verbund zweier Möbiusbänder an ihren Kanten), da der Protagonist sich fortan mithilfe des Ersatzkörpers selbst von außen sehen kann wie eine Ameise auf der Kleinschen Flasche die Seiten wechseln kann. Da die selbst übernommene Pflege des physischen Körpers zu umständlich wird, nutzt der Protagonist den Ersatzkörper um sich in einer Operation selbst den Kopf abzutrennen. Der Protagonist bewohnt fortan dauerhaft den Ersatzkörper. X schlägt die Errichtung eines „weißen Zimmers“ vor, eine virtuelle Realität, die komplett innerhalb des Verstandes liegt, statt außerhalb. Der Protagonist kann darin etwa eine Kugel von allen Seiten betrachten. Gemeinsam richten sie das weiße Zimmer ein und erschaffen riesige Landschaften darin. Der Protagonist wünscht sich den Besuch von Lin Ke im weißen Zimmer. X verabschiedet sich und vergleicht die Welt erneut mit einem Möbiusband, denn oft kehren Menschen an den gleichen Punkt in ihrem Leben zurück und sind doch komplett anders. Der Protagonist geht daraufhin nach Stamsund, wo sich Lin Ke oft aufhält und trifft sie dort mit ihrem neuen Freund. Bei der Frage nach einer Mitfahrgelegenheit nach Å stellt sich der Protagonist ihnen als „X“ vor.

## Übersetzung
Eine englische Übersetzung erschien im September 2017 im Clarkesworld Magazin.

## Auszeichnung
Die Möbius-Raumzeit gewann den Galaxy Award im Jahr 2017 für die beste Kurzgeschichte.

## Kritik
Josefson von der österreichischen Tageszeitung Der Standard bezeichnete die Kurzgeschichte als „faszinierend“.